# AL Водолея
AL Водолея (лат. AL Aquarii) — одиночная переменная звезда в созвездии Водолея на расстоянии (вычисленном из значения параллакса) приблизительно 40316 световых лет (около 12361 парсека) от Солнца. Видимая звёздная величина звезды — от +15,1m до +14,1m.

## Характеристики
AL Водолея — жёлто-белая пульсирующая переменная звезда типа RR Лиры (RR) спектрального класса F. Эффективная температура — около 6454 К.